# Christuskirche (Hemer)

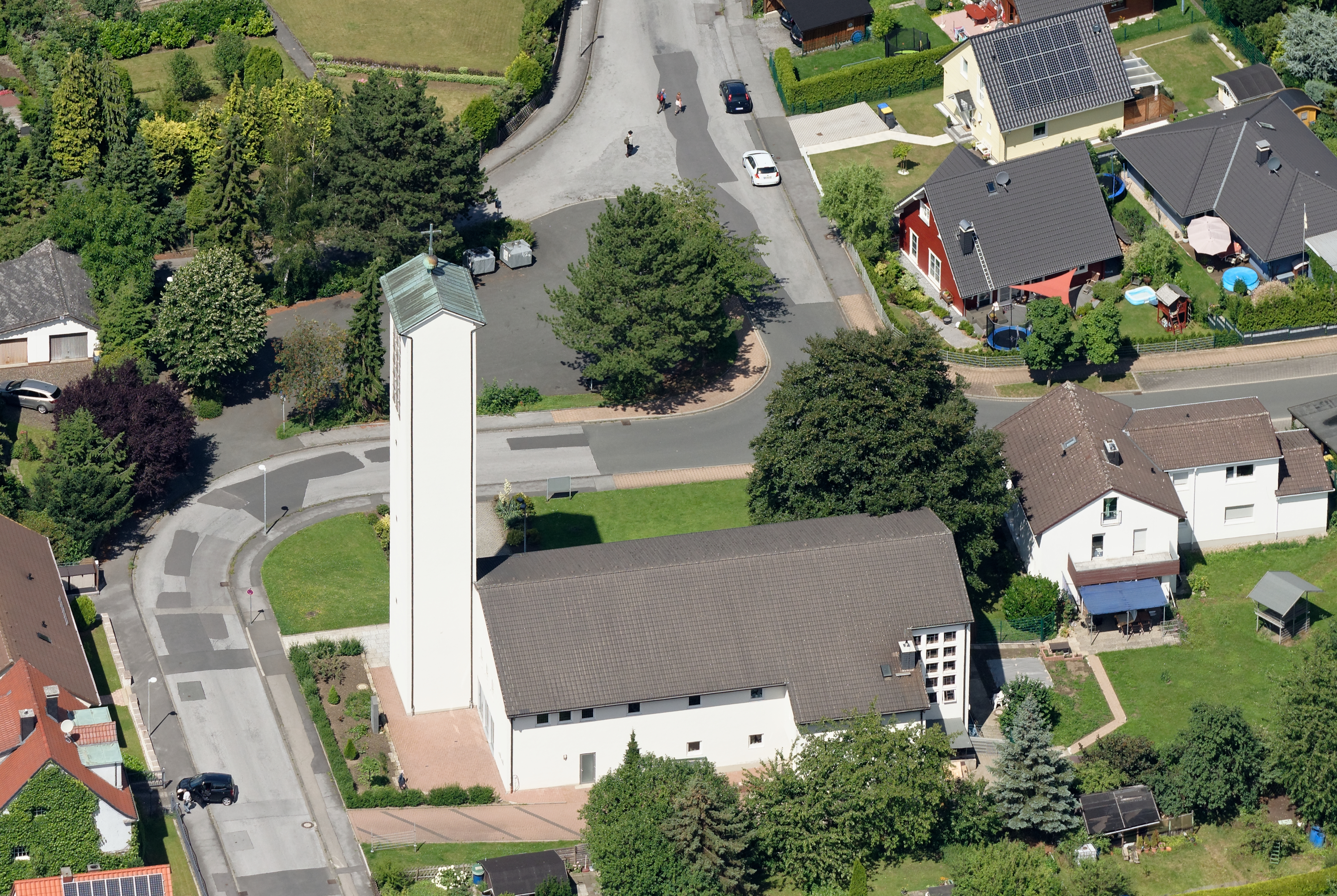
Luftbild der Christuskirche (2015)

Die Christuskirche ist ein Kirchengebäude im Ortsteil Sundwig der Stadt Hemer im Märkischen Kreis, Nordrhein-Westfalen. Nach der Schließung der Thomaskirche ist sie die einzige Kirche im Pfarrbezirk Hemer-Süd der Evangelischen Kirchengemeinde Hemer, die zum Kirchenkreis Iserlohn der Evangelischen Kirche von Westfalen gehört. Die Kirche wurde 1963 eingeweiht und prägt seitdem durch den hohen weißen Kirchturm das Stadtbild.

## Geschichte
In den 1950er-Jahren wurde eine kanadische Siedlung zwischen den Ortsteilen Sundwig und Westig gebaut, die ein gemeinsames Kirchengebäude für beide Ortschaften verhinderte. Nachdem der Sundwiger Pfarrbezirk einen Bauplatz gefunden hatte, wurde 1962 mit den Arbeiten an der Christuskirche begonnen. Der Grundsteinlegung am 28. September 1962 folgte die Einweihung am 10. Mai 1964. Am 29. März 1981 erfolgte die Wiedereröffnung nach vier Monaten Sperrung wegen Dachschäden.

## Ausstattung

### Glocken
Die Glocken wurden zeitgleich mit dem Kirchengebäude geweiht. Unter dem Läuten der katholischen Pfarrkirche St. Bonifatius wurden die Glocken im September 1963 zur Kirche transportiert.
| Nr. | Schlagton | Durchmesser | Gewicht | Inschrift                                                                                        |
| --- | --------- | ----------- | ------- | ------------------------------------------------------------------------------------------------ |
| 1   | a′        | 1005 mm     | 640 kg  | „Land, Land, Land höre des Herrn Wort Jer. 22,29“                                                |
| 2   | c′′       | 860 mm      | 432 kg  | „Jahreslosung 1962 Bekümmert euch nicht, denn die Freude am Herrn ist eure Stärke Neh. 8,10“     |
| 3   | d′′       | 762 mm      | 298 kg  | „Jahreslosung 1963 Herr, unser Herrscher, wie herrlich ist dein Name in allen Landen Psalm 8/10“ |

### Orgel
Die Orgel aus der Werkstatt von Detlef Kleuker mit mechanischen Spiel- und Registertrakturen, wurde im Dezember 1964 geweiht und befindet sich auf einer Empore seitlich des Kirchenschiffs. Ihre Disposition lautet:
| Hauptwerk C– |       |
| Prinzipal    | 8′    |
| Rohrflöte    | 8′    |
| Oktave       | 4′    |
| Flachflöte   | 2′    |
| Mixtur V     | 1 ⁄3′ |

| Rückpositiv C– |       |
| Holzgedeckt    | 8′    |
| Blockflöte     | 4′    |
| Prinzipal      | 2′    |
| Nasat          | 1 ⁄3′ |
| Sesquiltera II |       |
| Zymbel III     |       |
| Tremulant      |       |

| Pedal C–         |     |
| Untersatz        | 16′ |
| Gemshorn         | 8′  |
| Choralbaß        | 4′  |
| Rauschpfeife III |     |
| Fagott           | 16′ |

- Koppeln: II/I, I/P, II/P